# فيليبو بيروشيني
فيليبو بيروشيني (بالإيطالية: Filippo Perucchini)‏ (6 أكتوبر 1991 ببيرغامو في إيطاليا - ) هو لاعب كرة قدم إيطالي في مركز حراسة المرمى. شارك مع منتخب إيطاليا تحت 17 سنة لكرة القدم. أما مع النوادي، فقد لعب مع إيه سي ميلان ونادي فاريسي ونادي كومو ونادي ليتشي ونادي ليكو ونادي كييتي كالسيو الرياضي وAlma Juventus Fano 1906 ‏.

## روابط خارجية
- فيليبو بيروشيني على موقع قاعدة بيانات كرة القدم.إي يو (الإنجليزية)
- فيليبو بيروشيني على موقع Soccerway.com (الإنجليزية)